# Chartocerus axillaris
Chartocerus axillaris är en stekelart som beskrevs av De Santis 1973. Chartocerus axillaris ingår i släktet Chartocerus och familjen långklubbsteklar. Inga underarter finns listade i Catalogue of Life.